# Numae
Les lex Numae van ser diverses lleis atribuïdes tradicionalment al rei Numa Pompili. Segons la llegenda, en morir Ròmul, els romans el van escollir perquè era el candidat en qui més confiaven perquè vetllés pels interessos comuns de totes les tribus de la ciutat. Amb el temps, molts fets i reformes li van ser atribuïts en els mites fundacionals del Regne de Roma, que molt probablement no eren el fet d'una sola persona ni d'un sol regne.
S'han considerat fins a onze possibles lleis, nou de les quals es considera que les va dictar ell mateix:
1. La que prohibia representar els déus en formes corporals. Aquesta llei va estar vigent un segle i mig.
2. La que determinava en els sacrificis l'ús de la sal.
3. La que ordenava libacions amb vi i detallava en quines qualitats s'havia d'utilitzar.
4. La que regulava quins peixos es podien oferir als déus.
5. La que prohibia a les dones tocar l'altar de Juno, i si ho feien les imposava la pena de sacrificar una ovella que no hagués estat esquilada.
6. La que tractava de les despulles sagrades (opimae) ofertes en sacrifici.
7. La que encarregava al deu Terminus la protecció dels límits dels terrenys, i encarregava els càstig dels infractors al mateix deu, càstig extensiu als bous que llauraven.
8. La que establia la pena de mort pel que matava un home lliure.
9. la que prohibia a un home vendre al seu fill si aquest darrer ja s'havia casat.[4]

Una tradició recollida per William Smith deia que els llibres sagrats de Numa Pompili van ser enterrats amb ell a la seva tomba, i que uns cinc-cents anys després es van descobrir. Eren set llibres escrits en llatí sobre dret religiós (de jure pontificum) i uns altres set en grec sobre filosofia. Es van portar davant del senat, que va ordenar cremar els llibres en grec i va conservar els dedicats a les lleis religioses. És una llegenda que pretén donar autoritat a les disposicions cerimonials de la religió romana.